# Marie-Antoine Delannoy
Pour les articles homonymes, voir Delannoy.
Marie-Antoine Delannoy est un architecte français, né à Paris le 28 juin 1800, où il est mort le 10 mai 1860.
Il est le fils de l'architecte François-Jacques Delannoy (1755-1835), grand prix de Rome d'architecture en 1779.

## Biographie
Il est entré à l'école des beaux-arts de Paris en 1819. Il a été l'élève de Pierre-Jules Delespine, Charles Percier et Antoine Vaudoyer.
Il a reçu le second prix de Rome en 1826 et le grand prix de Rome en 1828 sur un projet de bibliothèque publique. Comme pensionnaire à l'Académie de France à Rome il a réalisé des dessins sur l'île Tibérine.
Il a exposé aux Salons de 1834, 1835, 1852 et 1855.
Il s'est fait connaître par des études architectoniques en Italie, en Allemagne et dans la régence d'Alger, en 1835-1837.
Il a été architecte de la Banque de France et des bâtiments civils. Il a été membre de la Société centrale des architectes français depuis 1843.